# Проворная саламандра
Проворная саламандра (лат. Plethodon yonahlossee) — вид хвостатых амфибий рода Лесные саламандры (Plethodon) семейства Безлёгочные саламандры (Plethodontidae).
Длина тела 11—12 см.
Вид является эндемиком США. Распространен в горах Голубого хребта на востоке страны в штатах Теннесси, Северная Каролина и Вирджиния, где встречается в умеренных лесах и среди скал на высоте от 437 до 1737 метров над уровнем моря.

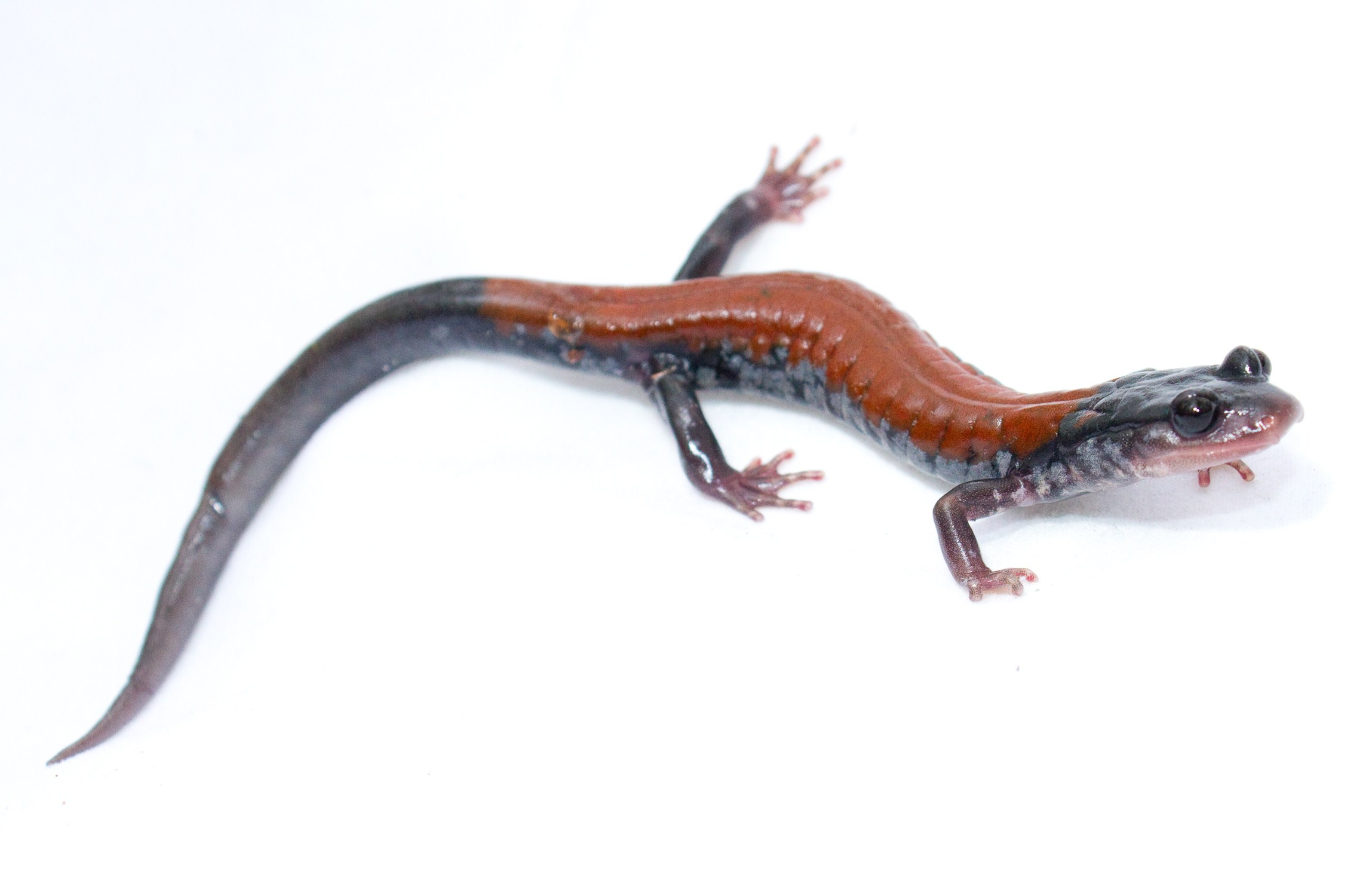